# Espai de Sóbolev
En anàlisi matemàtica, els espais de Sóbolev són espais funcionals particularment adaptats a la resolució dels problemes d'equacions en derivades parcials. Deuen el seu nom al matemàtic soviètic Serguei Sóbolev.
Més precisament, un espai de Sóbolev és un espai vectorial de funcions proveït de la norma obtinguda per la combinació de la norma Lp de la mateixa funció i de les seves derivades fins a un cert ordre. Les derivades són enteses en el seu sentit feble per tal de fer l'espai complet. Els espais de Sóbolev són, doncs, espais de Banach.
De forma intuïtiva, un espai de Sóbolev és un espai de Banach de funcions que poden ser derivades un nombre suficient de vegades, per donar sentit per exemple a una equació de derivades parcials i que disposa d'una norma que mesura, alhora, la mida i la regularitat de la funció.
Els espais de Sóbolev són un instrument essencial en l'estudi d'equacions en derivades parcials. De fet, les solucions d'aquestes equacions pertanyen més naturalment a un espai de Sóbolev que a un espai de funcions contínues parcialment derivables en el sentit clàssic.

## Introducció
Existeixen diversos criteris per avaluar la regularitat d'una funció. El criteri més elemental és el de la continuïtat. Una noció més forta de regularitat és la diferenciabilitat. De fet, les funcions diferencials són igualment contínues. Finalment, un criteri encara més fort de regularitat és la continuïtat de les derivades parcials (tals funcions són anomenades de Classe ¹). Les funcions diferenciables són importants en molts contextos, en particular en les equacions diferencials (en el cas que depenguin d'una sola variable) o en les equacions en derivades parcials (en el cas de càlcul multi-variable). Tanmateix, en el decurs del segle xx, els matemàtics es van adonar que l'espai C¹ (C² en el cas de continuïtat de la segona derivada, etc) no era el marc adequat per estudiar les solucions de les equacions en derivades parcials. Els espais de Sóbolev es presenten com l'eina moderna que proporciona el marc adequat per a la recerca de solucions a equacions en derivades parcials.

## Definició dels espais de Sóbolev

### Definicions
Sigui Ω un conjunt obert qualsevol de {\displaystyle \mathbb {R} ^{n}}, {\displaystyle p\in [1,+\infty ]}
i {\displaystyle m} un nombre natural. Es defineix l'expai de Sóbolev {\displaystyle W^{m,p}(\Omega )} com 
on {\displaystyle \alpha } és un multi-índex, {\displaystyle D^{\alpha }u} és una derivada parcial de {\displaystyle u} en el sentit feble (en el sentit de les distribucions) i {\displaystyle L^{p}} designa un espai de Lebesgue.
Es proporciona aquest espai vectorial {\displaystyle W^{m,p}} de la norma següent:
on {\displaystyle \|\,\|_{L^{p}}} és la norma dels espais de Lebesgue.

### Definició equivalent sipés finit
En el cas en què {\displaystyle p} és un nombre real, el teorema de Meyers-Serrin dona una definició equivalent, per completesa de l'espai vectorial normat
amb
on
{\displaystyle D^{\alpha }u} és una derivada parcial de {\displaystyle u} em eñ sentit clàssic ({\displaystyle u\in C^{\infty }(\Omega )}).
Es té el mateix resultat que substituint {\displaystyle C^{\infty }} per {\displaystyle C^{m}(\Omega )}.

### Propietats elementals
- Proveït d'aquesta norma, {\displaystyle W^{m,p}(\Omega )} és un espai de Banach.[1]

Demostració: sigui {\displaystyle (u_{n})} una successió de Cauchy en {\displaystyle W^{m,p}(\Omega )}. Per cada {\displaystyle \alpha } tal que {\displaystyle |\alpha |\leq m}, la successió {\displaystyle D^{\alpha }u_{n}} és doncs una successió de Cauchy en {\displaystyle L^{p}(\Omega )} en tenir un límit {\displaystyle v_{\alpha }} en {\displaystyle L^{p}(\Omega )}. Atesa la desigualtat de Hölder, {\displaystyle D^{\alpha }u_{n}} també tendeix a {\displaystyle v_{\alpha }} en el sentit de les distribucions -més precisament: en el sentit de la convergència puntual en l'espai de les funcions de test- si bé {\displaystyle v_{\alpha }=D^{\alpha }v_{0}} (per cada {\displaystyle \alpha }), es demostra que {\displaystyle u_{n}\to v_{0}} en {\displaystyle W^{m,p}(\Omega )}. Q.E.D.
- En el cas en què p és finit, es tracta a més d'un espai separable.

- És fàcil notar que l'aplicació

és una norma equivalent a la precedent (sigui p finit o no). Aquestes normes es denoten indistintament ║ ║{\displaystyle _{w^{m.p}}} o ║ ║{\displaystyle _{m,p}}.

### El casp= 2
En el cas en què p = 2, els espais de Sóbolev tenen un interès particular ja que es tracta llavors d'espais de Hilbert. La seva norma és induïda pel producte interior següent:
on {\displaystyle \left(u,v\right)=\int _{\Omega }u(x){\overline {v(x)}}~\mathrm {d} x} és el producte interior en {\displaystyle L^{2}(\Omega )}, el producte escalar en el cas real i l'hermític en el cas complex.
En aquest cas, per designar l'espai de Sóbolev, s'utilitza una notació especial:
A més, en el cas en què la transformada de Fourier pot ser definida en {\displaystyle L^{p}(\Omega )}, l'espai {\displaystyle H^{m}(\Omega )} pot ser definit de manera natural a partir de la transformada de Fourier.
- Per exemple si {\displaystyle \Omega =\mathbb {R} ^{n}}, gràcies a la identitat de Parseval, es verifica fàcilment que si {\displaystyle \scriptstyle {\widehat {u}}} és la transformada de Fourier de u :

o, el que és equivalent:
i que
és un producte hermític equivalent al definit més amunt.
- O, finalment, si Ω = ]0, 1[, es verifica que:

on {\displaystyle \scriptstyle {\widehat {u}}_{n}} és la sèrie de Fourier de {\displaystyle u}
També aquí, el resultat es dedueix fàcilment de la identitat de Parseval i del fet que la derivació correspon a multiplicar els coeficients de Fourier per in. Es veu aquí que una funció de {\displaystyle H^{m}(\Omega )} és caracteritzada per un decreixement suficientment ràpid dels coeficients en la sèrie de Fourier.